# Bruno Kirby
Bruno Kirby, född som Bruno Giovanni Quidaciolu, Jr. den 28 april 1949 i New York i New York, död 14 augusti 2006 i Los Angeles i Kalifornien, var en amerikansk skådespelare. Han var son till skådespelaren Bruce Kirby.
Han avled i cancersjukdomen leukemi.

## Filmografi, i urval
- 1974 – Gudfadern II
- 1984 – Spinal Tap
- 1987 – Good Morning, Vietnam
- 1989 – När Harry träffade Sally
- 1991 – City Slickers
- 1996 – Sleepers
- 1997 – Donnie Brasco